# Profit (société de production)
Profit (Профит) est une société de production et de distribution cinématographique et télévisuelle russe. Elle avait d'abord porté le nom de NTV-Profit (НТВ-Профит), après un accord avec la chaîne de télévision NTV, accord ultérieurement rompu. Elle est dirigée par Igor Tolstounov.

## Filmographie sélective

### Comme société de production
- 1997 : Le Voleur et l'Enfant
- 1999 : Est-Ouest
- 1999 : Luna Papa
- 2004 : Papa
- 2008 : Ils mourront tous sauf moi
- 2016 : Le Brise-glace (Ледокол)

### Comme société de distribution
- 1996 : Microcosmos : Le Peuple de l'herbe
- 1997 : Kundun
- 1998 : Lautrec